# 榮耀家族
《榮耀家族》（英語：The Proud Family）是一部美國電視動畫影集，由布魯斯·W·史密斯創作，2001年9月15日在迪士尼頻道首播，2005年8月19日完結。
2020年宣布復活，名為《榮耀家族：榮耀再現》，2022年2月23日起在Disney+上播出。

## 家庭媒體
為慶祝《榮耀家族》播出20週年，華特迪士尼家庭娛樂公司於2022年3月15日發行了七碟全集，其中首次包括該劇的DVD版以及《榮耀家族電影版》和短片。

## 外部連結
- The Proud Family （页面存档备份，存于） on Disney+
- The Proud Family on DisneyNOW（存檔）
- 互联网电影数据库（IMDb）上《榮耀家族》的资料（英文）